# Аксинья Сергеева
Акси́нья Серге́ева (Аксинья Сергеевна Баскакова; ок. 1726 — 27 января (7 февраля) 1756, Санкт-Петербург) — одна из первых русских профессиональных танцовщиц придворного балета.

## Биография
С 1738 года обучалась в танцевальной школе Ж. Б. Ланде в небольшой группе отобранных детей, которые и стали первыми русскими артистами балета. Выступать на сцене начала уже с 1739 года. В 1741 году зачислена в штат придворного театра. Продолжила хореографическое образование в классах Сереньи и Дюшалмонт. В 1742 году ученики школы Ланде приняли участие в коронационных празднествах Елизаветы Петровны в Москве. Участвовала в поставленных Ланде балетах «Радость народа о явлении Астреи на российском горизонте и возвращении золотого времени» и «Золотое яблоко на пире богов, или Суд Париса». Участвовала в «серьёзных» балетах Ланде и многих «комических» постановках балетмейстера Антонио Ринальди (Фоссано), в частности, в 1745 году исполнила партии Розы в «Балете цветков» при театральном представлении «Соединение любви и брака» и Венеры в балете «Брак Купидона и Психе» при опере Ф. Арайи «Сципион». Была известна исполнением русских плясок. Уволена из театра в 1753 году.
Была замужем за танцовщиком Т. Ле Брюном. Дочь, Наталья, также стала танцовщицей.

## Примечание
1. ↑  Обычно «серьёзные» аллегорические балеты были статическими выходами, требовавшими принятия правильных поз, «комические» балеты предполагали активное движение, в частности прыжки и были технически сложнее.